# Наследники (фильм, 2008, Индия)
«Наследники» (оригинальное название: Yuvvrааj, хинди: युवराज)) — мелодрама, снятая в Болливуде и вышедшая в прокат в Индии в 2008 году. Фильм инспирирован голливудской картиной Человек дождя (1988).

## Сюжет
Честолюбивый музыкант Девен Юврадж (Салман Хан) собирается жениться на молодой виолончелистке Анушке (Катрина Каиф). Её отец П. К. Бэнтон (Боман Ирани) против этого брака, поскольку Девен когда-то порвал отношения со своим богатым отцом и остался без его финансовой поддержки. Находясь в сложном материальном положении, Девен не сможет обеспечить Анушке тот стиль жизни, к которому она привыкла в своей богатой семье. Через некоторое время Девен узнаёт о смерти своего отца и договаривается с Бэнтоном о браке с Анушкой, в том случае, если ему удастся в течение 40 дней получить наследство и разбогатеть. Однако эта казалось бы надёжная сделка оказывается под угрозой после оглашения завещания адвокатом Мирзой (Митхун Чакраборти): каждый родственник усопшего должен получить в наследство всего лишь пять крор (50 000 000 рупий), а всё остальное должен унаследовать страдающий аутизмом брат Девена Гьянеш (Анил Капур). Девен и его младший брат Дэнни (Зайед Хан) объединяют усилия, чтобы завладеть частью наследства своего брата. Дэнни пытается шантажировать Гьянеша, чтобы заставить его лгать перед несколькими адвокатами, а затем вмешивается, изображая хорошего парня, помогает Гьянешу и отправляет его в Австрию в попытке завоевать его дружбу. Там Анушка и Гьянеш хорошо поладили, к тому же она оказалась поражена его талантом пения. Она принимает его в свой оркестр, который должен выступить перед тысячами людей. Девен ревнует, когда Анушка и Гьянеш сближаются, но вскоре понимает, что любит своего брата.
Дэнни, теперь без гроша и выкинутый из всех роскошных клубов, теряет свою подругу. Он встречается с Девеном и Гьянешем, и все они снова становятся любящими братьями и забывают о деньгах. Однако новый муж их матери и его семья решают отравить Гьянеша, чтобы получить деньги. Они показывают Гьянешу видеозапись Девена и Дэнни, замышляющих обмануть Гьянеша из-за его денег, что разбивает ему сердце, а затем заменяют его ингалятор содержащим яд и уходят. Гьянеш, потрясённый и задыхающийся, использует свой ингалятор и грубит своим братьям, которые понимают, что он знает об их заговоре. Убитый горем Гьянеш выступает на сцене, когда появляется Девен, и они делают дуэт с Девеном, поющим о прощении. Сцена рушится, и Девен отправил его в больницу, в то время как Дэнни вызывает полицию, чтобы арестовать членов семьи, которые пытались его отравить. В больнице Девену сообщают, что единственным доступным врачом является доктор Бэнтон, который отказывается помочь. Д-р Бэнтон обвиняет Девена в том, что он хочет, чтобы Гьянеш выжил ради денег, чтобы жениться на Анушке Девен не выдерживает и говорит доктору, что если он спасёт Гьянеша, он женится на любимой, и что он просто хочет сохранить свою семью вместе. Доктор Бэнтон шокирован чувством ответственности Девена и спасает Гьянеша. Затем он разрешает Девену жениться на Анушке, поскольку теперь он стал другим человеком, который заботится о своей семье.

## В ролях
- Анил Капур — Гьянеш Ювраадж, аутист
- Салман Хан — Девэн Ювраадж
- Зайед Хан — Дэнни, плэйбой
- Катрина Каиф — Анушка Бэнтон, возлюбленная Дэвена
- Митхун Чакраборти — Сикандер Мирза, адвокат
- Боман Ирани — доктор Бэнтон, отец Анушки
- Анджаан Шривастав — Ом Пракаш

## Производство
Часть фильма снимали в Праге, а сцены на открытом воздухе в Австрии в горной провинции Тироль. В сценах, снятых в Инсбруке, столице провинции, можно увидеть многие достопримечательности города, такие как императорский замок, собор Святого Иакова, главная улица и арена для прыжков с трамплина.

## Саундтрек
Песню «Main Hoon Yuvvraaj» Салмана Хана в фильме исполнил сам. Ещё одна песня «Jai Ho», первоначально написанная для этого фильма, была использована в картине «Миллионер из трущоб», который получил множество наград за лучшую песню.
Вся музыка написана А. Р. Рахманом.
| №  | Название                                  | Исполнители | Длительность |
| -- | ----------------------------------------- | --- | ------------ |
| 1. | «Main Hoon Yuvvraaj»                      | Салман Хан | 1:13         |
| 2. | «Tu Meri Dost Hai»                        | Бенни Дайял, Шрея Гхошал, А. Р. Рахман                                                                                    | 6:13         |
| 3. | «Shanno Shanno»                           | Картик, Сону Нигам, Шринивас, Тимми, Сунайна, Вивьен Поча, Тина, Блейз                                                    | 6:22         |
| 4. | «Tu Muskura»                              | Алка Ягник, Джавед Али, А. Р. Рахман                                                                                      | 5:37         |
| 5. | «Mastam Mastam»                           | Сону Нигам, Алка Ягник, Бенни Дайял, Нареш Айер                                                                           | 6:17         |
| 6. | «Zindagi»                                 | Шринивас | 5:06         |
| 7. | «Dil Ka Rishta»                           | Сону Нигам, Руп Кумар Ратход, А. Р. Рахман, Клинтон Сережу, Сюзанна, Сунайна, Вивьен Поча, Бенни Дайял, Нареш Айер, Блейз | 7:39         |
| 8. | «Manmohini Morey»                         | Виджай Пракаш | 3:11         |
| 9. | «Shanno Shanno» (remix by Krishna Chetan) | Картик | 2:38         |

## Критика
| Рейтинги           | Рейтинги                                                                           |
| Издание            | Оценка                                                                             |
| ------------------ | ---------------------------------------------------------------------------------- |
| Bollywood Hungama  | 3 из 5 звёзд · 3 из 5 звёзд · 3 из 5 звёзд · 3 из 5 звёзд · 3 из 5 звёзд           |
| The Times of India | 3 из 5 звёзд · 3 из 5 звёзд · 3 из 5 звёзд · 3 из 5 звёзд · 3 из 5 звёзд           |
| Rediff.com         | 1,5 из 5 звёзд · 1,5 из 5 звёзд · 1,5 из 5 звёзд · 1,5 из 5 звёзд · 1,5 из 5 звёзд |
| Idlebrain.com      | 1,5 из 5 звёзд · 1,5 из 5 звёзд · 1,5 из 5 звёзд · 1,5 из 5 звёзд · 1,5 из 5 звёзд |
| Раджив Масанд      | 1 из 5 звёзд · 1 из 5 звёзд · 1 из 5 звёзд · 1 из 5 звёзд · 1 из 5 звёзд           |

Мнения критиков о фильме разделились. Таран Адарш написал, что фильм «интересен по частям: предпоследние 20-25 минут возносят фильм на рекордно высокий уровень», добавив однако, что это не самый лучший фильм Гхая, а его сценарий «местами становится жертвой предсказуемости и посредственности». В рецензии газеты The Times of India отмечено, что «тот фильм как картина с почтовой открытки, благодаря кинооператору Кабиру Лалу, запечатлевшему экзотические места в идеальных тонах. И под коне, фильм набирает очки благодаря выступлению актёров, особенно Салмана Хана».
Напротив, Раджив Масанд заявил, что фильм «использует масштаб и величие, чтобы компенсировать ломаный сценарий, но никакие амбиции и страсть не могут скрыть плохую основу. Персонажи все недоразвиты — от главных героев до второго плана». Раджа Сен с портала Rediff.com отметил, что «фильм позиционирует себя слишком серьёзно и тянется через сюжет, навязываемый зрителям в течение 1980-х годов», добавив, что Гхай «придерживался своего основного рецепта из мелодрамы и эмоциональной передозировки, но времена изменились». В отзыве на Idlebrain.com «Наследники» был назван примером драмы, в которой нет ни души, ни содержания.